# Mrežnica (rzeka)
Mrežnica – rzeka (ponornica) w Chorwacji, lewy dopływ Korany. Jej długość wynosi 62,6 km.
Powstaje z połączenia z potoków Istočna Mrežnica i Zapadna Mrežnica. Powierzchnia jej dorzecza wynosi 1491 km². Jej średni przepływ wynosi 34 m³/s. Znajdują się na niej 93 wodospady.